# Hoods Entertainment
Hoods Entertainment (Fuzzu Entateinmento フッズエンタテインメント?) es un estudio de animación japonés, fundado en febrero de 2009.

## Historia
Hoods Entertainment fue fundado en febrero de 2009 por Satoshi Nagai, quien anteriormente se desempeñó como productor para el estudio de animación Gonzo. Por lo tanto, en los primeros días los dos estudios compartieron el mismo edificio en Nerima. Aunque ahora su sede se ubica en Suginami, Tokio, Japón.
El primer trabajo del estudio en 2009 fue la animación de vídeo original Aki-Sora, y en enero de 2010, con The Qwaser of Stigmata, la primera serie de televisión anime publicada.

## Obras

#### Series
| Año  | Título                          | Director(es)                      | Fecha de primera transmisión | Fecha de última transmisión | Eps. | Notas                                | Refs. |
| ---- | ------------------------------- | --------------------------------- | ---------------------------- | --------------------------- | ---- | ------------------------------------ | ----- |
| 2010 | Seikon no Qwaser                | Hiraku Kaneko                     | 9 de enero de 2010           | 19 de junio de 2010         | 24   |                                      |       |
| 2011 | Seikon no Qwaser II             | Hiraku Kaneko                     | 11 de abril de 2011          | 28 de junio de 2011         | 12   |                                      |       |
| 2011 | Manyuu Hikenchou                | Hiraku Kaneko                     | 12 de julio de 2011          | 27 de setiembre de 2011     | 12   |                                      |       |
| 2012 | Nazo no Kanojo X                | Ayumu Watanabe                    | 7 de abril de 2012           | 30 de junio de 2012         | 13   |                                      |       |
| 2013 | Fantasista Doll                 | Hisashi Saitō                     | 7 de julio de 2013           | 28 de septiembre de 2013    | 12   | Coproducción junto a Production IMS. |       |
| 2013 | BlazBlue: Alter Memory          | Hideki Tachibana                  | 8 de octubre de 2013         | 24 de diciembre de 2013     | 12   | Coproducción junto a teamKG.         |       |
| 2014 | Kanojo ga Flag wo Oraretara     | Ayumu Watanabe                    | 6 de abril de 2014           | 29 de junio de 2014         | 13   |                                      |       |
| 2014 | Daitoshokan no Hitsujikai       | Team Nico                         | 8 de octubre de 2014         | 24 de diciembre de 2014     | 12   | Coproducción junto a Felix Film      | [ 4 ] |
| 2016 | Drifters                        | Kenichi Suzuki                    | 7 de octubre de 2016         | 23 de diciembre de 2016     | 12   |                                      |       |
| 2018 | Märchen Mädchen                 | Hisashi Saitō (jefe) Shigeru Ueda | 11 de enero de 2018          | 25 de abril de 2019         | 10   |                                      |       |
| 2018 | 3D Kanojo: Real Girl            | Takashi Naoya                     | 4 de abril de 2018           | 20 de junio de 2018         | 12   |                                      |       |
| 2019 | 3D Kanojo: Real Girl 2nd Season | Takashi Naoya                     | 9 de enero de 2019           | 27 de marzo de 2019         | 12   |                                      |       |
| 2019 | Val x Love                      | Takashi Naoya                     | 5 de octubre de 2019         | 21 de diciembre de 2019     | 12   |                                      |       |
| 2021 | Gekidol                         | Shigeru Ueda                      | 5 de enero de 2021           | 23 de marzo de 2021         | 12   |                                      |       |

#### OVAs/ONAs
| Año  | Título                                                                                    | Eps. | Notas                                  |
| ---- | ----------------------------------------------------------------------------------------- | ---- | -------------------------------------- |
| 2009 | Aki Sora                                                                                  | 1    |                                        |
| 2010 | Seikon no Qwaser Picture Drama                                                            | 16   | Coproducción junto a TAKI Corporation. |
| 2010 | Aki-Sora: Yume no Naka                                                                    | 2    |                                        |
| 2010 | Seikon no Qwaser: Jotei no Shouzou                                                        | 1    | Coproducción junto a TAKI Corporation. |
| 2011 | Seikon no Qwaser II Picture Drama                                                         | 4    | Coproducción junto a TAKI Corporation. |
| 2011 | Manyuu Hikenchou Specials                                                                 | 8    |                                        |
| 2012 | Nazo no Kanojo X: Nazo no Natsu Matsuri                                                   | 1    |                                        |
| 2012 | Hori-san to Miyamura-kun                                                                  | 4    | Coproducción junto a GONZO.            |
| 2013 | Kagaku na Yatsura                                                                         | 1    |                                        |
| 2013 | Rescue Me!                                                                                | 1    |                                        |
| 2013 | BlazBlue: Alter Memory Specials                                                           | 6    | Coproducción junto a teamKG.           |
| 2014 | Kanojo ga Flag wo Oraretara: Christmas? Sonna Mono ga Boku ni Tsuuyou Suru to Omou no ka? | 1    |                                        |
| 2014 | Daitoshokan no Hitsujikai Picture Drama                                                   | 6    |                                        |
| 2015 | Senran Kagura Estival Versus: Shoujo-tachi no Sentaku                                     | 1    | Coproducción junto a Artland.          |
| 2015 | Hantsu x Trash                                                                            | 3    |                                        |
| 2017 | Qiang Niang                                                                               | 12   |                                        |
| 2019 | Märchen Mädchen Specials                                                                  | 2    |                                        |
| 2021 | Alice in Deadly School                                                                    | 1    |                                        |